# 未來科學家大街銀河塔
未來科學家大街銀河塔（韓語：미래과학자거리 레지던스 은하 타워），又稱未來銀河塔（韓語：미래 은하 타워）、銀河塔（韓語：은하 타워），是位於朝鮮平壤中區域未來科學家大街的高層建築，於2015年竣工，高210公尺，共53層。這棟建築作為公寓住宅使用，主要是提供金策工業綜合大學的科學家、教師和研究人員居住，可容納2500戶家庭。名稱推測源自於北韓自主研發的洲際核導彈銀河號。